# Breviceps
Breviceps es un género de ranas de la familia Brevicipitidae. Se encuentran en zonas áridas y semiáridas del sur y este de África.

## Especies
Se reconocen las siguientes 17 según ASW:
- Breviceps acutirostris Poynton, 1963
- Breviceps adspersus Peters, 1882
- Breviceps bagginsi Minter, 2003
- Breviceps branchi Channing, 2012
- Breviceps batrachophiliorum Du Preez, Netherlands & Minter, 2025[2]
- Breviceps fichus Channing & Minter, 2004
- Breviceps fuscus Hewitt, 1925
- Breviceps gibbosus (Linnaeus, 1758)
- Breviceps macrops Boulenger, 1907
- Breviceps montanus Power, 1926
- Breviceps mossambicus Peters, 1854
- Breviceps namaquensis Power, 1926
- Breviceps poweri Parker, 1934
- Breviceps rosei Power, 1926
- Breviceps sopranus Minter, 2003
- Breviceps sylvestris FitzSimons, 1930
- Breviceps verrucosus Rapp, 1842